# Bernhard Kaißer
Bernhard Kaißer (* 11. Januar 1834 in Wäschenbeuren; † 17. April 1918 in Schwäbisch Gmünd) war ein württembergischer Lehrer und Autor.

## Leben
Der Sohn eines Küfers besuchte zunächst die Volksschule in seinem Heimatort, bevor er am staatlichen katholischen Lehrerseminar in Schwäbisch Gmünd die Laufbahn eines Volksschullehrers einschlug. 1853 bestand Kaißer seine Abschlussprüfung mit Bestnote, konnte aber zunächst keine „ständige“ Stelle erhalten. So verdingte er sich zeitweise als Hauslehrer in Heidenheim, Lehrgehilfe in Wäschenbeuren oder als Vertretungslehrer in ganz Württemberg.
1860 erhielt er eine Festanstellung als „zweiter Lehrer“ an der Vollzugsanstalt Schwäbisch Hall und wechselte 1864 als „ständiger Lehrer“ nach Hohenstadt.
1874 wurde Kaißer nach Schwäbisch Gmünd versetzt und dort 1877 Leiter der Übungsschule. 1885 bekam er den Lehrauftrag für Grammatik, Literatur und Geschichte am Lehrerseminar.
Bernhard Kaißer ging 1902 in den Ruhestand. Er war seit 1864 mit Magdalene Walter († 1915) verheiratet und hatte mit ihr vier Kinder, von denen jedoch nur zwei das Kleinkindalter überlebten.
Als Leiter der Seminarübungsschule in Schwäbisch Gmünd veröffentlichte er zahlreiche Schriften zur Methodik und Didaktik des Volksschulunterrichts sowie zur Geschichte des württembergischen katholischen Volksschulwesens. Im Jahr 1900 wurde er zum Professor ernannt.
Kaißer publizierte auch einige Bücher zur Geschichte Gmünds und seiner Umgebung. Er verzeichnete das Gräflich Adelmannsche Archiv in Hohenstadt. Ferner war er Autor und Mitherausgeber beim Magazin für Pädagogik. Katholische Zeitschrift für Volkserziehung und Volksunterricht, einem Organ konservativer katholischer Geistlicher und Lehrer.

## Werke
- Geschichte und Beschreibung der Marktflecken Hohenstadt und Schechingen sammt ihrer Umgebung. Hohenstadt 1867
- Geschichte & Beschreibung des ehemaligen Ritterguts Wäschenbeuren mit seiner Umgebung, dem Hohenstaufen, Wäscherschlösschen und Kloster Lorch. Hohenstadt 1869
- Der Führer zu den Hohenstaufen-Denkmalen. Schwäbisch Gmünd 1874; 2. Aufl. 1885
- Die nationale Aufgabe der Volks-Schule. Schwäbisch Gmünd 1874
- Führer durch Gmünd und seine Umgebung. Schwäbisch Gmünd 1876, weitere Auflagen 1881, 1888
- Das Lesebuch für einklassige Volksschulen. Schwäbisch Gmünd 1881
- Geschichte Württembergs in Charakterbildern: für Schule und Haus. Schwäbisch Gmünd 1881, 2. Aufl. ebenda 1891
- Geschichte des Volksschulwesens in Württemberg. 2 Bände. Stuttgart 1895–1897
- Geschichte der Erziehung und des Volksschulwesens mit besonderer Berücksichtigung Württembergs. Stuttgart 1899
- Aus der Vergangenheit Gmünds und seiner Umgebung: Landschaftliche und kulturhistorische Schilderungen in Einzelbildern. Schwäbisch Gmünd 1911

## Ehrungen
Für seine Mitarbeit am Magazin für Pädagogik überreichte ihm Papst Leo XIII. 1891 die silberne Papstbildnismedaille.
Papst Pius X. verlieh Kaißer 1904 das Ehrenkreuz Pro Ecclesia et Pontifice.
Bereits 1902 ehrte ihn der württembergische Staat mit der Verleihung des Friedrichs-Ordens in der 2. Stufe der Ritterklasse.
An Kaißer erinnert zudem in Wäschenbeuren die Prof.-Kaißer-Straße zwischen Siedlungs- und Rechbergstraße.